# 역대언사
《역대언사》(歷代言事)는 조선 후기의 문신이자 통역관인 태화 이현상(太華 李顯相)이 집필한 역사책이다. 1804년(순조 4년) 간행되었으며, 석인본이다.
12권 61책 등이 있고, 앞부분 1권부터 10권은 중국 동주(東周)부터 춘추,전국 등을 거쳐 명나라까지, 뒷부분 11권과 12권은 고구려, 신라, 백제부터 조선 선조 때까지의 역대 제왕들의 치세기간에 있었던 일과, 그 당시 중요하다고 여겨지는 인물 혹은 중요한 상소문을 수록하고 그에 대한 자신의 의견을 덧붙였다. 조선의 일은 아조(我朝)라고 설명하였다.
이때 그는 중국의 역사적 정통을 삼국시대에는 유비의 촉한을, 남북조시대에는 동진을 지적하였다. 한반도에서는 동방 삼국부터 시작하며 마한과 부여가 종종 언급된다.
또한 중국과 조선의 역대 군주들의 정치와 역사적인 사례들을 들어 왕도(王道)의 입장에서 서술하였다. 발문은 신재식(申在植)이 썼으며, 62권 맨 뒷편에 있다. 국립중앙도서관에 한 부 소장되어 있다.

## 같이 보기
- 이현상
- 춘추대의
- 왕도